# 40 Wall Street
40 Wall Street (ehemals Bank of Manhattan Company Building, seit 1996 auch The Trump Building genannt) ist der Name eines 283 Meter hohen Wolkenkratzers in New York City, Stadtteil Lower Manhattan. Der im Financial District befindliche Wolkenkratzer hat 70 Etagen und wird momentan vom  Unternehmen American Express genutzt.

## Geschichte

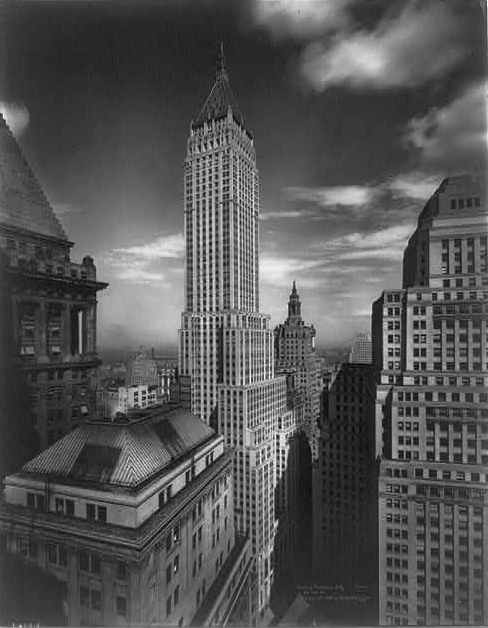
Historische Aufnahme

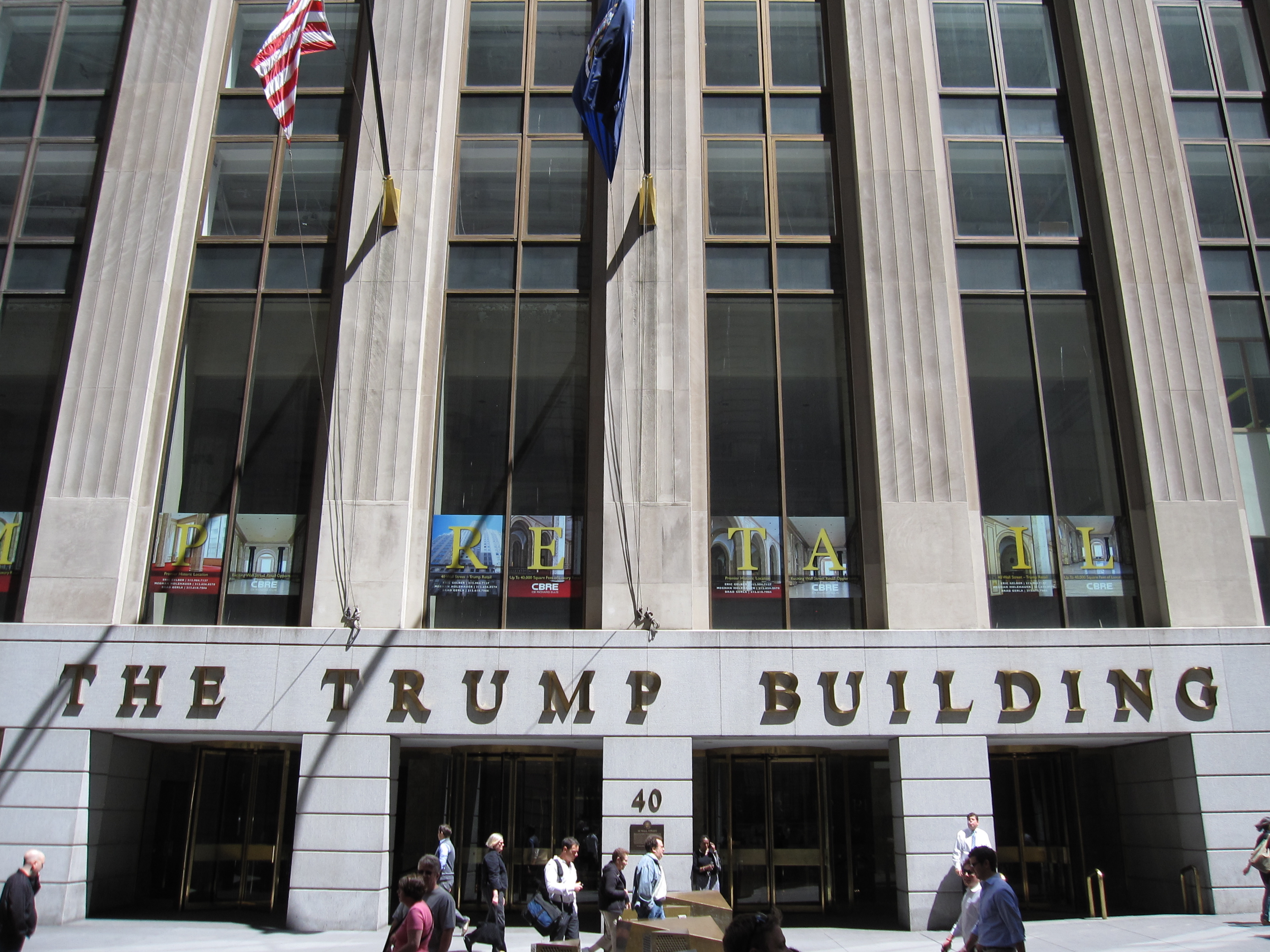
Der Eingangsbereich

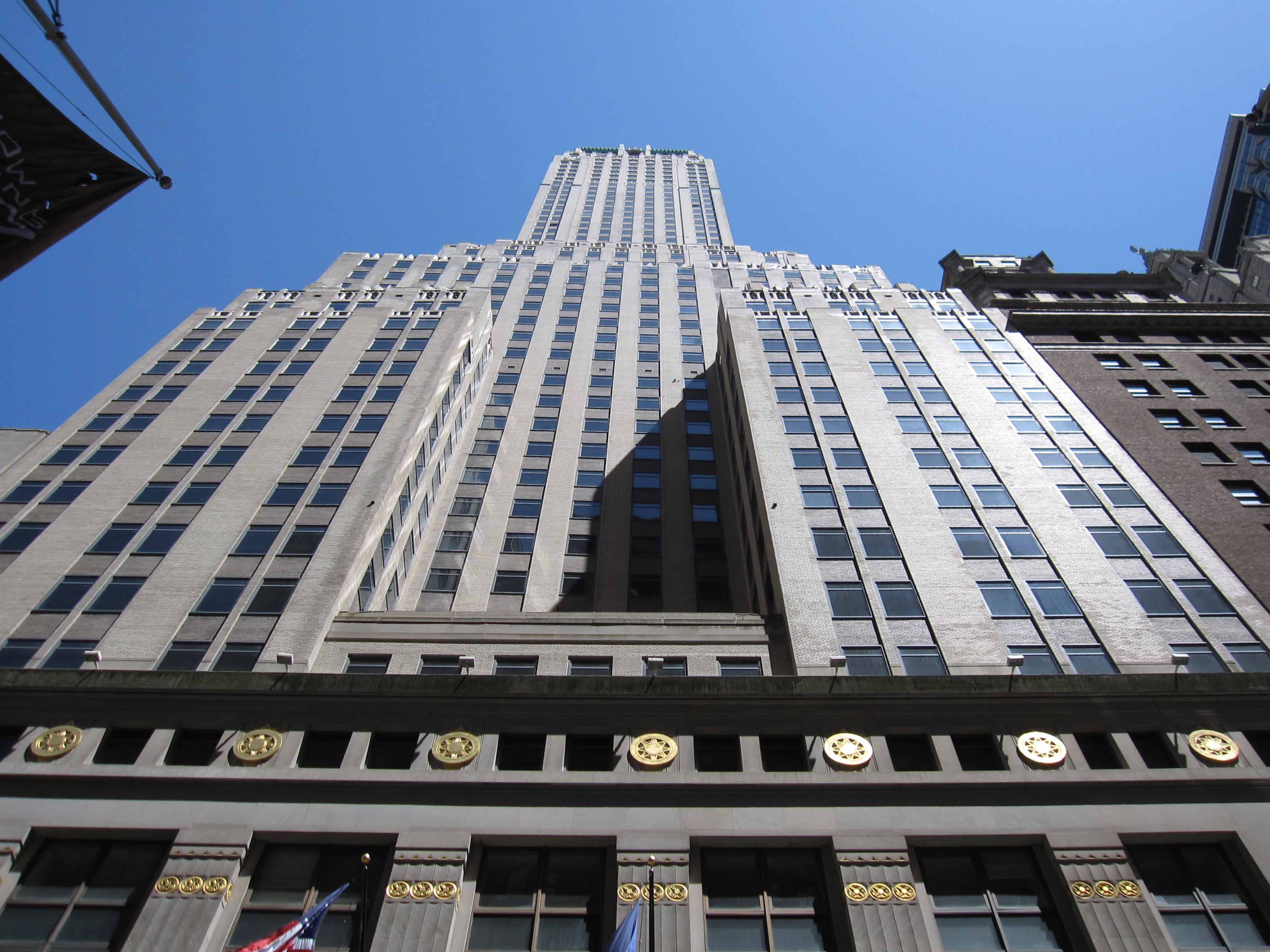
Blick von unten

Das damals noch Bank of Manhattan Company Building genannte Gebäude wurde nach weniger als einem Jahr Bauzeit 1930 fertiggestellt. Mit 282,6 Metern war es für kurze Zeit das höchste Gebäude der Welt. Nach wenigen Wochen musste es sich im Rennen um den Titel dem Chrysler Building geschlagen geben. Dessen Architekt William Van Alen hatte im Voraus die geplante Höhe des Chrysler Buildings bewusst mit 282 Metern falsch angegeben. Versteckt im Inneren der Gebäudekrone ließ er eine 56 Meter hohe und 27 Tonnen schwere Stahlspitze bauen und diese unter den staunenden Blicken der Öffentlichkeit in einem Stück nach oben schieben und montieren. Damit wurden das Bank of Manhattan Company Building und der Eiffelturm in Paris überboten. Im Jahr 1931 übernahm das Empire State Building (ESB) mit 381 Metern den Titel des höchsten Gebäudes der Welt, 1932 wurde das Bank of Manhattan Company Building durch das 290 Meter hohe 70 Pine Street übertroffen. Das Bank of Manhattan Company Building geriet so auf den vierten Platz der Weltrangliste und war nicht mehr das höchste Gebäude in Lower Manhattan.
Am 24. Oktober 1929 (Schwarzer Donnerstag) begann in den USA ein großer Börsenkrach und eine lange Krisenzeit (Great Depression) begann. 
Der Bau reich verzierter Wolkenkratzer kam aus der Mode und eine nüchterne und schlichtere Gestaltung setzte sich durch.
Der Wolkenkratzer wurde 1991 nach Anmietung und Umbau durch die Trump Organization nach dessen Projektentwickler Donald Trump benannt. Seit dem Umbau ist die Trump Organization Besitzerin, jedoch nicht Eigentümerin des Gebäudes. „Denn formal ist nicht Trump, sondern die Familie Hinneberg der Eigentümer des Grundstücks und des Gebäudes“. 1982 hatten die Hamburger Reeder Walter und Christian Hinneberg zusammen mit ihrem inzwischen verstorbenen Vater, Walter J. Hinneberg, und zwei deutschen Geschäftspartnern das Grundstück und das Hochhaus vom bisherigen Eigentümer, dem Versicherer Metropolitan Life Insurance gekauft; 1995 übernahm Donald Trump das Hochhaus. Forbes schätzte im Herbst 2020, dass Trump Ladder Capital für dieses Objekt 138 Millionen schuldete; der Kredit werde  2025 fällig.
Forbes korrigierte 2024 seine Schätzung zum Wert des Gebäudes von 80 Millionen auf 47 Millionen US-Dollar, unter anderem wegen des schwachen Marktes für Büroimmobilien.

## Architektur

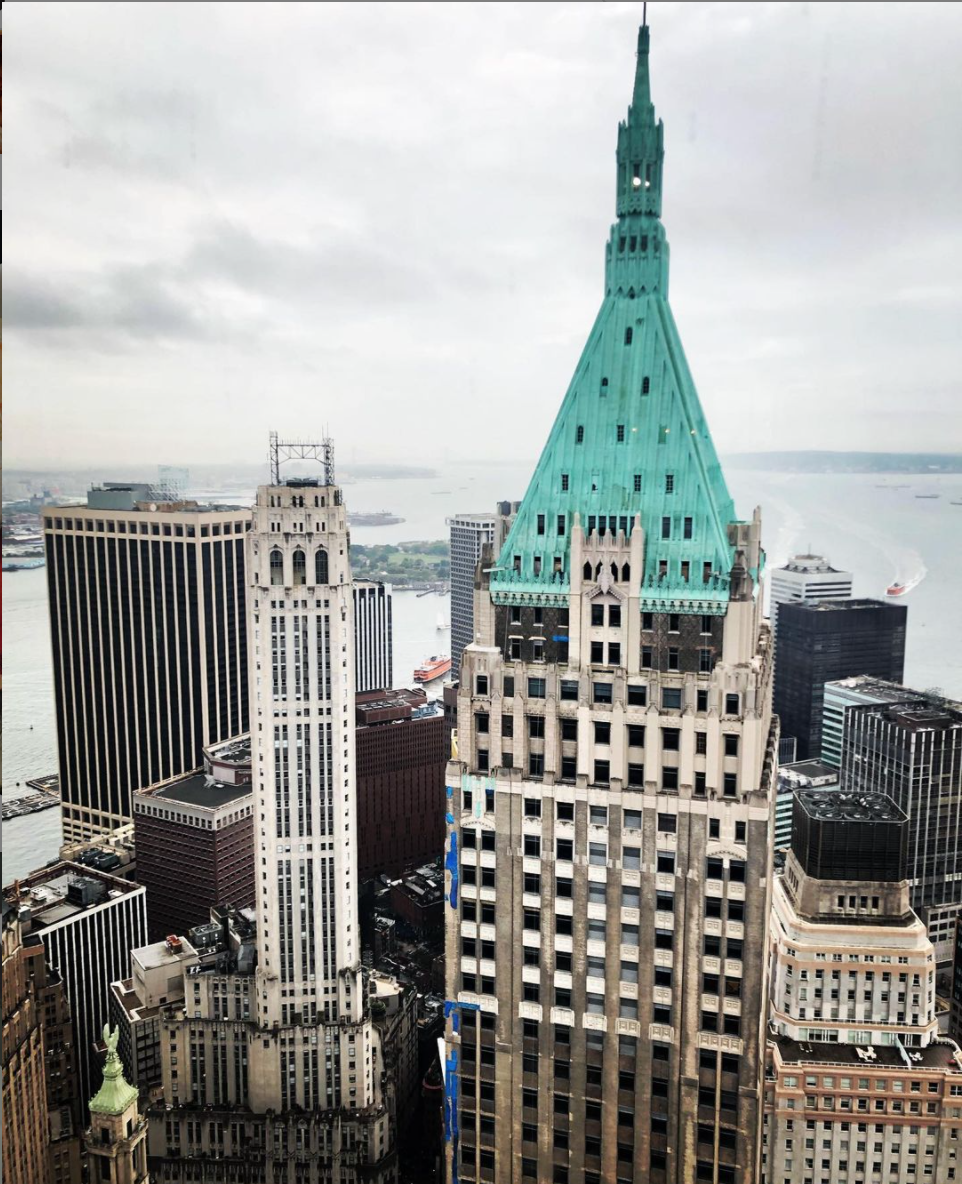
Dachhelm – Prominent sichtbare Gebäude: 55 Water Street, 20 Exchange Place und 15 Broad Street

Der Turm im Baustil des Art déco wurde vom Architekten H. Craig Severance entworfen. Auffällig ist der von weitem gut erkennbare hohe kupferne Dachhelm im Stil der Neugotik, wodurch es dem etwas älteren Woolworth Building ähnelt. Abgesehen von der Gebäudespitze zeigt das Gebäude auch sonst eine gewisse formale Ähnlichkeit mit dem fast gleichzeitig errichteten Empire State Building. Beide fangen im Erdgeschoss mit mächtigen Blöcken an, die sich dann stufenweise verjüngen, bis der Mittelteil erreicht ist, der ungebrochen bis zur Spitze durchläuft. Beide Gebäude wurden in den 1940er-Jahren von einem Flugzeugunglück heimgesucht.